# Djacir Menezes
Djacir Lima Menezes (Maranguape, 16 de novembro de 1907 — Rio de Janeiro, 8 de junho de 1996) foi um professor, sociólogo, jurista, economista e filósofo brasileiro.
Era sócio do Instituto do Ceará e sócio efetivo do Instituto Histórico e Geográfico Brasileiro. Foi o fundador e primeiro diretor da Faculdade de Ciências Econômicas do Ceará, em 1938.
Dedicou a vida ao magistério; teve formação humanística, passando por várias áreas das Ciências Humanas. Publicou livros de Filosofia, de Critica Social e Estudos Brasileiros. Também produziu obras literárias e livros didáticos.

## Biografia
Fez o curso ginasial no Liceu do Ceará, concluindo em 1925. Iniciou o curso de direito na Faculdade de Direito do Ceará e concluiu na Faculdade de Direito da Universidade do Rio de Janeiro em 1930. Em 1932, de volta à Faculdade de Direito do Ceará, defendeu sua tese de doutorado com o tema "Kant e a idéia do direito", tornando-se, a partir de então, professor dessa instituição. Na época, foi Inspetor Regional de Ensino do Ceará.
Nos anos quarenta muda-se para o Rio de Janeiro depois de aprovado em dois concursos, um na Faculdade de Filosofia e outro na Faculdade de Economia, ambas integrantes da Universidade do Brasil, mais tarde denominada Universidade Federal do Rio de Janeiro. Nessa última Faculdade torna-se catedrático de História das doutrinas econômicas. Exerceu vários cargos administrativos, destacando-se particularmente o de reitor da Universidade Federal do Rio de Janeiro entre 1969 e 1973. Depois de jubilado tornou-se professor emérito daquela instituição. Foi fundador e diretor do "Centro de Estudos Brasileiros" (em Buenos Aires) e do "Centro Cultural Brasil-Bolívia" (em La Paz). Era professor da Universidade Nacional Autônoma do México.
Em 1972, durante seu período como reitor da UFRJ, a universidade concedeu o título de doutor honoris causa ao presidente Emílio Garrastazu Médici, terceiro general-presidente durante a ditadura militar brasileira. Em 2015, por unanimidade, o Conselho Universitário da instituição cassou o título.

## Obras
- (1932) Diretrizes da educação nacional, Tipografia Gadêlha
- (1932) Problema da realidade objetiva: crítica às tendências idealistas de filosofia moderna
- (1933) Análise científica dos fenômenos históricos
- (1933) Psicologia
- (1934) Aspectos da economia racional
- (1934) A teoria científica do direito de Pontes de Miranda, A. C. Mendes
- (1934) Direito, socialismo e confusionismo, Tipografia Minerva
- (1934) Introdução à ciência do direito, Globo
- (1934) Princípios de sociologia, Globo
- (1935) Dicionário psicopedagógico, Companhia Editora Nacional
- (1936) Economia Política, Globo
- (1937) O outro Nordeste: formação social do Nordeste pastoril, José Olympio
- (1938) Preparação ao método científico: breve introdução à filosofia moderna, Civilização Brasileira
- (1939) O princípio da simetria e os fenômenos econômicos, Irmãos Pongetti
- (1940) Brasil econômico, DIP
- (1941) O ouro e a nova concepção da moeda, Alba
- (1943) Direito administrativo moderno: os princípios estruturais do Estado nacional na administração pública, A. Coelho Branco Fº
- (1945) Das leis econômicas, edição própria
- (1950) Crítica social de Eça de Queiroz, Imprensa Nacional
- (1952) Finanças das empresas, Aurora
- (1953) ABC da economia, Companhia Editora Nacional
- (1953) As elites agressivas, Organização Simões
- (1953) Estudos de sociologia e economia, Organização Simões
- (1954) Evolução do pensamento literário no Brasil, Organização Simões
- (1957) O Brasil no pensamento brasileiro (org.), MEC
- (1957) Tratado de Economia Política, Freitas Bastos
- (1958) Raízes pré-socráticas do pensamento atual, Imprensa Universitária do Ceará
- (1959) O sentido antropógeno da história, Organização Simões Editora
- (1960) A querela anti-Hegel, edição própria
- (1962) Crítica social de Eça de Queiroz, Imprensa Universitária do Ceará
- (1962) Evolucionismo e positivismo na crítica de Farias Brito, Imprensa Universitária do Ceará
- (1962) Temas de política e filosofia, DASP
- (1963) Mondolfo e as interrogações do nosso tempo, Universidade do Brasil
- (1965) Iniciação à economia, Companhia Editora Nacional
- (1966) Proudhon, Hegel e a dialética, Zahar
- (1967) A redescoberta das oligarquias, Universidade Federal do Ceará
- (1970) Poesias heréticas e heresias poéticas
- (1970) Liberdade universitária e suas distorções, Universidade Federal do Rio Janeiro
- (1971) Ideias contra ideologias, Publicações da Universidade Federal do Rio de Janeiro
- (1971) O problema da realidade objetiva  Tempo Brasileiro
- (1972) O Brasil no pensamento brasileiro, Conselho Federal de Cultura
- (1972) Teses quase hegelianas, Editora da Universidade de São Paulo
- (1975) Filosofia do direito
- (1975) Temas polêmicos: capítulos de sociologia política, Editora Rio
- (1977) Motivos alemães: filosofia, hegelianismo, marxologia, polêmica, Livraria Editora Cátedra
- (1979) Premissas do culturalismo dialético: as componentes de um pensamento filosófico, Livraria Editora Cátedra
- (1980) Tratado de filosofia do direito, Atlas
- (1982) A juridicidade em Tomás de Aquino e em Karl Marx, Livraria Editora Cátedra

## Homenagem

### Acervo Djacir Menezes
Em 2000, a Universidade Estadual do Ceará, em colaboração com instituições públicas e privadas, adquiriu o espólio bibliográfico do Professor Djacir Menezes. A coleção, composta por 16 mil volumes, abrange áreas como Direito, Filosofia, Sociologia, Economia, História Geral, História do Brasil, Literatura Brasileira e Literatura Estrangeira. Além dos livros, inclui uma vasta quantidade de documentos diversos, como manuscritos, correspondências, fotografias e medalhas. Essa coleção está localizada na Biblioteca Central Professor Antônio Martins Filho, no Campus do Itaperi, em Fortaleza-CE.